# Chlorophoneus
Chlorophoneus és un gènere d'ocells de la família dels malaconòtids (Malaconotidae ).

## Taxonomia
Segons la Classificació del Congrés Ornitològic Internacional (versió 13.1, 2023) aquest gènere està format per 6 espècies:
- bubú del Kupe - (Chlorophoneus kupeensis).
- bubú multicolor - (Chlorophoneus multicolor).
- bubú frontnegre - (Chlorophoneus nigrifrons).
- bubú olivaci - (Chlorophoneus olivaceus).
- bubú de Bocage - (Chlorophoneus bocagei).
- bubú pit de sofre - (Chlorophoneus sulfureopectus).